# Finse mark

De markka (Finse naam) of mark (Zweedse naam) was de munteenheid in Finland van 1860 tot 1 januari 2002, toen deze in het chartale geldverkeer door de euro werd vervangen. De ISO-code van de markka was FIM, maar in het dagelijks gebruik in Finland was de afkorting mk gangbaar. De markka was verdeeld in 100 penni (Finse en Zweedse naam). 1 euro is 5,94573 markka waard.

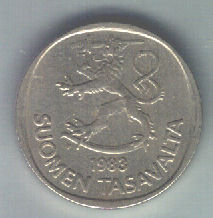
1 Finse mark (kopzijde)

De markka werd in 1860 geïntroduceerd als een kwartje van de Russische roebel. Toen Finland in 1917 zijn onafhankelijkheid uitriep, werd de Bank van Finland opgericht, die de markka opnieuw invoerde als onafhankelijke, door goud gesteunde munt. De gouden standaard werd in 1940 afgeschaft en gedurende de oorlogsjaren onderging de markka hevige inflatie. Omdat de markka door waardedaling te onpraktisch in het gebruik werd, is hij in 1963 vervangen door de nieuwe markka, verdeeld in 100 oude markka.
De naam markka is gebaseerd op een middeleeuwse eenheid van gewicht. Zowel markka als penni zijn leenwoorden die op de Duitse woorden Mark en Pfennig teruggaan.
Gedurende de 140-jarige geschiedenis van de markka zijn 28 verschillende ontwerpen in omloop geweest. Ze zijn in de loop der jaren vervangen maar waren allemaal duidelijk Fins. De Finse markka was sinds 1999 met een vaste wisselkoers gekoppeld aan de euro en bestond dus niet langer als onafhankelijke valuta. De munt werd evenwel pas begin 2002 uit circulatie gehaald. Vanaf 28 februari was de markka geen geldig betaalmiddel meer.

## Bankbiljetten
| Laatste serie (1986-2002) | Laatste serie (1986-2002) | Laatste serie (1986-2002) | Laatste serie (1986-2002) | Laatste serie (1986-2002) | Laatste serie (1986-2002) |
| Waarde                    | Waarde in euro            | Afbeelding                | Hoofdkleur                | Voorzijde                 | Achterzijde               |
| ------------------------- | ------------------------- | ------------------------- | ------------------------- | ------------------------- | ------------------------- |
| 10 markka                 | €1,68                     |                           | Blauw                     | Paavo Nurmi               | Olympisch Stadion         |
| 20 markka                 | €3,36                     |                           | Blauw                     | Väinö Linn                | Tammerkoski               |
| 50 markka                 | €8,41                     |                           | Bruin                     | Alvar Aalto               | Finlandia-hal             |
| 100 markka                | €16,92                    |                           | Groen                     | Jean Sibelius             | Zwanen                    |
| 500 markka                | €84,09                    |                           | Rood                      | Elias Lönnrot             | Bos                       |
| 1000 markka               | €168,19                   |                           | Paars                     | Anders Chydenius          | Koningspoort              |